# Kimura Rie
Kimura Rie (木村 理恵; Hepburn: Kimura Rie) (Kiotó prefektúra, 1971. július 30. –) japán válogatott labdarúgó.

## Klub
1994 és 2003 között a Speranza FC Takatsuki csapatában játszott. 2003-ban vonult vissza.

## Nemzeti válogatott
1996-ban debütált a japán válogatottban. A japán válogatott tagjaként részt vett az 1999-es és a 2001-es Ázsia-kupán. A japán válogatottban 21 mérkőzést játszott.

## Statisztika
| Japán válogatott | Japán válogatott | Japán válogatott |
| Időszak          | Mérk.            | gól              |
| ---------------- | ---------------- | ---------------- |
| 1996             | 2                | 0                |
| 1997             | 0                | 0                |
| 1998             | 0                | 0                |
| 1999             | 6                | 0                |
| 2000             | 6                | 0                |
| 2001             | 7                | 0                |
| Összesen         | 21               | 0                |

## Sikerei, díjai
Japán válogatott
- Ázsia-kupa:  Ezüst; 2001